# Antwaan Randle El
Pour les articles homonymes, voir Randle.
(en) Statistiques sur pro-football-reference
 Antwaan Randle El  est un joueur américain de Football américain, né le 17 août 1979  à Riverdale (Illinois), qui évoluait au poste de wide receiver (receveur écarté). Retiré définitivement en juillet 2012, il est à ce jour le seul receveur à avoir réussi une passe de touchdown lors d'un Superbowl (2006).

## Biographie

### Carrière universitaire
Il effectua sa carrière universitaire avec les Indiana Hoosiers, il évoluait au poste de quarterback. Il fut le premier joueur de NCAA à réussir 40 touchdowns et 40 passes pour touchdowns. Il a cumulé plus de 2 500 yards à chacune de ses quatre années universitaires, et réussi 7 469 yards à la passe, 3 895 yards à la course et 86 touchdowns.

### Carrière professionnelle
Il fut drafté au 2e tour (62e choix) par les Steelers de Pittsburgh en 2002.

## Palmarès
- Vainqueur du Super Bowl en 2005-06